# Maria Bello
Maria Elena Bello (Norristown, 18 de abril de 1967) é uma atriz estadunidense. Começou sua carreira com peças de teatro, mas foi em 1997 que se tornou conhecida do grande público, ao participar dos três últimos episódios da terceira temporada da série médica televisão ER como a Dra. Anna Del Amico.

## Biografia
Filha de pai de origem italiana de Montella, Campania, e mãe de origem polaca, Bello cresceu numa família católica de operários. Formou-se em ciências políticas na Universidade Villanova. Embora tivesse a intenção de se tornar advogada, decidiu fazer um curso de teatro no último ano de faculdade, só por diversão, e logo se viu atuando em peças "off-Broadway", como The Killer Inside Me, Small Town Gals With Big Problems e Urban Planning. Nos anos seguintes, viria a fazer pequenas participações especiais em episódios de séries de televisão como The Commish, Nowhere Man, Misery Loves Company e Due South. Em Dezembro de 2013 assumiu ao jornal The New York Times ser homossexual 

### Carreira
Bello obteve seu primeiro papel de destaque quando os produtores televisivos Kenny Lenhart e John J. Sakmar contrataram-na para atuar ao lado de Scott Bakula na série de espionagem Mr. & Mrs. Smith (nenhuma relação com o filme homônimo estrelado por Brad Pitt e Angelina Jolie) em 1996, como a Sr.ª Smith. A série, filmada em Seattle, teve vida curta, tendo apenas treze episódios filmados - e apenas nove destes exibidos entre Setembro e Novembro de 1996.
Após o fim de Mr. & Mrs. Smith, a atriz foi contratada para participar dos três últimos episódios da terceira temporada da série ER, como a pediatra Anna Del Amico, e foi duas vezes indicada ao Globo de Ouro: Em 2003, como Melhor atriz (coadjuvante/secundária) por sua participação em The Cooler e em 2005, como Melhor Atriz, por A History of Violence.
Bello também é intérprete de músicas, teve participações significativas nos filmes Duets e Show Bar, ambos de 2000.
Em 2010 foi indicada ao Independent Spirit Awards na categoria de Melhor Atriz por sua excelente performance no filme Distúrbios do Prazer.
Também em 2010 a atriz foi convidada para participar de dois episódios de Law & Order: Special Victims Unit como a suposta irmã da Detetive Olivia Benson, Vivian Arliss.
Desde 2017 integra o elenco fixo da série NCIS no papel da Analista Comportamental Jack Sloane.

## Filmografia básica
| Ano  | Título                                | Papel                                          | Título no Brasil                   |
| ---- | ------------------------------------- | ---------------------------------------------- | ---------------------------------- |
| 2016 | The 5th Wave                          | Sargento Reznik                                | A 5ª onda                          |
| 2016 | Lights Out (2016)                     | Sophie                                         | Quando as Luzes Apagam             |
| 2015 | Demonic                               | Dra. Elizabeth Klein                           | A Casa dos Mortos                  |
| 2015 | McFarland, USA                        | Cheryl White                                   | McFarland dos EUA                  |
| 2014 | Big Driver                            | Tess Thorne                                    | Big Driver                         |
| 2013 | Third Person                          | Theresa                                        | Terceira Pessoa                    |
| 2013 | Prisoners                             | Grace Dover                                    | Os Suspeitos                       |
| 2013 | Grown Ups 2                           | Sally Lamonsoff                                | Gente Grande 2                     |
| 2011 | Abduction                             | Mara Harper                                    | Sem Saída                          |
| 2011 | Beautiful Boy                         | Kate Carroll                                   | Tarde Demais                       |
| 2011 | Carjacked                             | Lorraine Burton                                | Sequestro Relâmpago                |
| 2010 | Grown Ups                             | Sally Lamonsoff                                | Gente Grande                       |
| 2010 | The Company Men                       | Sally Wilcox                                   | A Grande Virada                    |
| 2009 | The Private Lives of Pippa Lee        | Suky                                           | A Vida Íntima de Pippa Lee         |
| 2008 | The Mummy: Tomb of the Dragon Emperor | Evelyn O'Connell                               | A Múmia: Tumba do Imperador Dragão |
| 2008 | Downloading Nancy                     | Nancy Stockwell                                | Distúrbios do Prazer               |
| 2008 | The Yellow Handkerchief               | May                                            | O Lenço Amarelo                    |
| 2007 | The Jane Austen Book Club             | Jocelyn                                        | O Clube de Leitura de Jane Austen  |
| 2007 | Butterfly on a Wheel                  | Abby Randall                                   | Encurralados                       |
| 2006 | World Trade Center                    | Donna McLoughlin                               | As Torres Gêmeas                   |
| 2006 | Thank You for Smoking                 | Polly Bailey                                   | Obrigado por Fumar                 |
| 2006 | Flicka                                | Nell McLaughlin                                | Flicka                             |
| 2005 | The Dark                              | Adele                                          | Escuridão                          |
| 2005 | A History of Violence                 | Edie Stall                                     | Marcas da Violência                |
| 2005 | Assault on Precinct 13                | Alex Sabian                                    | Assalto à 13° DP                   |
| 2004 | Secret Window                         | Amy Rainey                                     | A Janela Secreta                   |
| 2004 | Silver City                           | Nora Allardyce                                 | Silver City                        |
| 2003 | The Cooler                            | Natalie Belisario                              | The Cooler                         |
| 2002 | Auto Focus                            | Patricia Olson / Patrica Crane / Sigrid Valdis | Auto Focus                         |
| 2000 | Duets                                 | Suzi Loomis                                    | Duets - Vem Cantar Comigo          |
| 2000 | Coyote Ugly                           | Lil                                            | Show Bar                           |
| 1999 | Payback                               | Rosie                                          | O Troco                            |
| 1998 | Permanent Midnight                    | Kitty                                          | Uma Vida Alucinante                |

### Televisão
| Ano       | Série            | Papel                    | Notas                                                                         |
| --------- | ---------------- | ------------------------ | ----------------------------------------------------------------------------- |
| 1998      | ER               | Dra. Anna Del Amico      | 23 episódios                                                                  |
| 1996      | Mr. & Mrs. Smith | Mrs. Smith               | 13 episódios                                                                  |
| 2012-2013 | Touch            | Lucy                     | 10 episódios                                                                  |
| 2011      | Prime Suspect    | Jane Timoney             | 13 episódios                                                                  |
| 2017-2021 | NCIS             | Jacqueline "Jack" Sloane | Agente especial e analista comportamental do NCIS (a partir da 15ª temporada) |

Participações especiais
| Ano  | Série                             | Papel                  | Episódio                     |
| ---- | --------------------------------- | ---------------------- | ---------------------------- |
| 2010 | Law & Order: Special Victims Unit | Vivian Arliss          | 2 episódios                  |
| 1996 | Due South                         | Mackenzie King         | One Good Man                 |
| 1995 | The Commish                       | Betsy                  | In the Shadow of the Gallows |
| 1995 | Nowhere Man                       | Emily Noonan           | The Enemy Within             |
| 1995 | Misery Loves Company              | Ex-estudante de cinema | That Book by Nabokov         |

## Literatura
Em 28 de Abril de 2015 lançou seu livro Whatever...Love Is Love; Dey Street Books

## Principais Prêmios e Indicaçoes
Globo de Ouro
| Ano  | Categoria                | Título                | Resultado |
| ---- | ------------------------ | --------------------- | --------- |
| 2006 | Melhor Atriz             | A History of Violence | Indicado  |
| 2004 | Melhor Atriz Coadjuvante | The Cooler            | Indicado  |

Screen Actors Guild
| Ano  | Categoria                | Título     | Resultado |
| ---- | ------------------------ | ---------- | --------- |
| 2004 | Melhor Atriz Coadjuvante | The Cooler | Indicado  |
| 1998 | Melhor Elenco            | ER         | Venceu    |

Independent Spirit Awards
| Ano  | Categoria    | Título               | Resultado |
| ---- | ------------ | -------------------- | --------- |
| 2010 | Melhor Atriz | Distúrbios do Prazer | Indicado  |

Critics' Choice Awards
| Ano  | Categoria    | Título                | Resultado |
| ---- | ------------ | --------------------- | --------- |
| 2006 | Melhor Atriz | A History of Violence | Indicado  |

Satellite Awards
| Ano  | Categoria                | Título                | Resultado |
| ---- | ------------------------ | --------------------- | --------- |
| 2006 | Melhor Atriz             | A History of Violence | Indicado  |
| 2004 | Melhor Atriz Coadjuvante | The Cooler            | Venceu    |

Emmy Award
| Ano  | Categoria                                           | Título | Resultado |
| ---- | --------------------------------------------------- | ------ | --------- |
| 2023 | Melhor atriz coadjuvante em minissérie ou telefilme | Treta  | Pendente  |